# سامسونج جالكسي تاب إس2 8.0
سامسونج جالكسي تاب إس2 8.0 (بالإنجليزية: Samsung Galaxy Tab S2 8.0)‏ هو حاسوب لوحي من سامسونج ضمن سلسلة سامسونج جالكسي تاب يعمل بنظام أندرويد، حيث تم الكشف عنه في 20 يوليو 2015، من بيان صحفي لشركة سامسونج. وتم طرحه في الأسواق في سبتمبر 2015. مع جهاز سامسونج جالكسي تاب إس2 9.7. والجهاز يتوفر على شبكات واي فاي (Wi-Fi) فقط، وهو متغير مع 4G LTE.

## المميزات

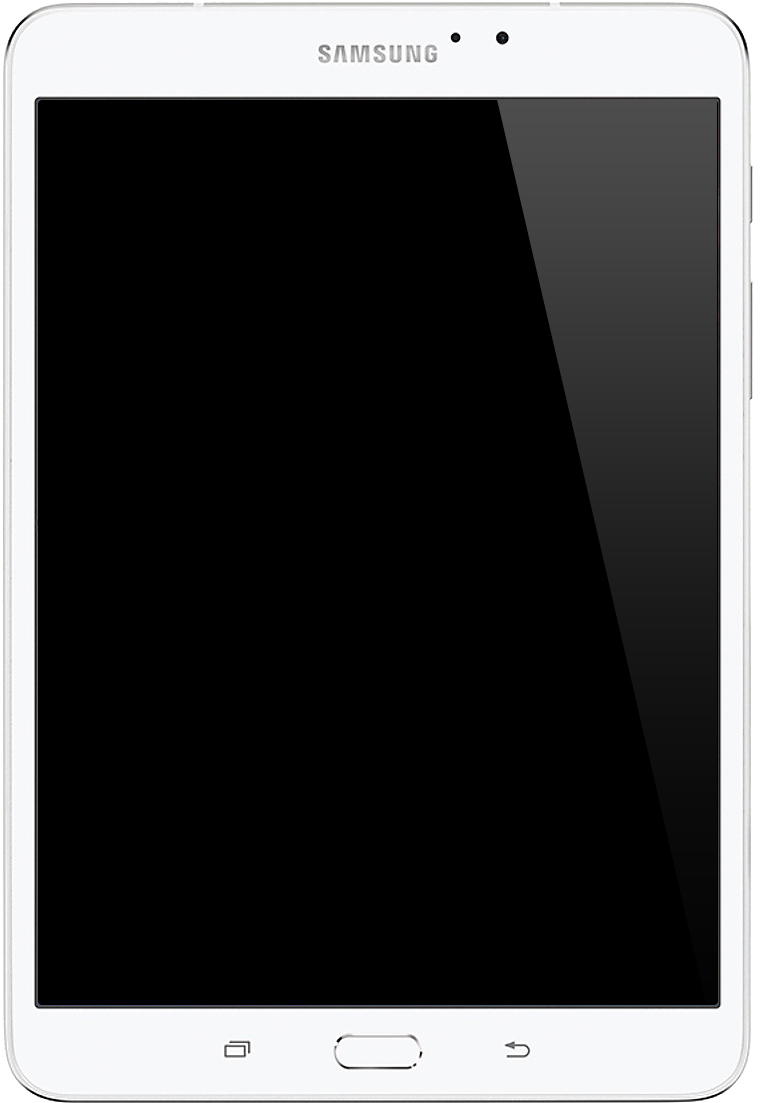
سامسونج جالاكسي تاب S2

يعمل الجهاز بنظام أندرويد 5.0.2 لوليبوب مع مجموعة برامج تتش-وز من سامسونج. ويتوفر جالكسي تاب إس2 8.0 على شبكات الواي فاي (Wi-Fi) فقط، وهو متغير مع 4G LTE. ويتراوح التخزين من 32 جيجا بايت إلى 64 جيجا حسب الطراز، مع فتحة بطاقة سكيور ديجيتال للتوسعة حتى 128 جيجا بايت. الشاشة هي من AMOLED 4:3 بدقة 2048 × 1536 بكسل. كما تتميز الكاميرا بواجهة أمامية بدقة 2.1 ميجابكسل وكاميرا خلفية خلفية بدقة 8.0 ميجابكسل بدون فلاش صمام ثنائي باعث للضوء. كما أن لديها القدرة على تسجيل أشرطة الفيديو عالية الدقة. يعمل الزر الرئيسي كجهاز استشعار بصمة الإصبع
يأخذ الجهاز على إشارات تصميم من هواتف سامسونج جالكسي A لعام 2015. لأن الجهاز يحتوي على إطار معدني مطلي مع حواف مشطوفة وخلفية لدائنية، إلى جانب تصميم الكاميرا الذي هو مماثل لجهاز إس 6. ويتوفر باللون الأسود أو الأبيض أو الذهبي/البيج. وتصل سماكته إلى 5.6 مم، وهذا مع سامسونج جالكسي تاب إس2 9.7، الأكثر نحافة في العالم والأكبر حجما.